# Pedro de Melo da Cunha de Mendonça e Meneses
Pedro de Melo da Cunha Mendonça e Meneses (14 de Outubro de 1784 - 2 de Fevereiro de 1844) foi 2.º conde de Castro Marim e 2.º marquês de Olhão.
Monteiro-mor, par do reino em 1826; comendador da Ordem de Cristo, deputado da Junta dos Três Estados, presidente do Senado da Câmara de Lisboa, capitão de infantaria.
Era filho de Francisco de Melo da Cunha de Mendonça e Meneses, e de sua mulher, D. Joaquina Teles da Silva. Sucedeu na casa e nos títulos de seu pai em 1824, e casou a 26 de Agosto de 1804 com D. Mariana de Meneses, filha dos 1.os marqueses de Valada, D. Francisco de Meneses da Silveira e Castro, e D. Ana Teresa de Almeida.

Deste consórcio houve, entre outros filhos, Pedro da Cunha Mendonça e Meneses (falecido em 8 de Fevereiro de 1838, com 2 anos de idade na freguesia das Mercês, Lisboa) e Francisco da Cunha Mendonça e Meneses (nascido em 25 de Julho de 1805 e falecido em 16 de Janeiro de 1834, em Santarém), sendo alferes de cavalaria, e agraciado com o titulo de 3.º conde de Castro Marim em 19 de Agosto de 1823.